# Grajska ulica (Maribor)

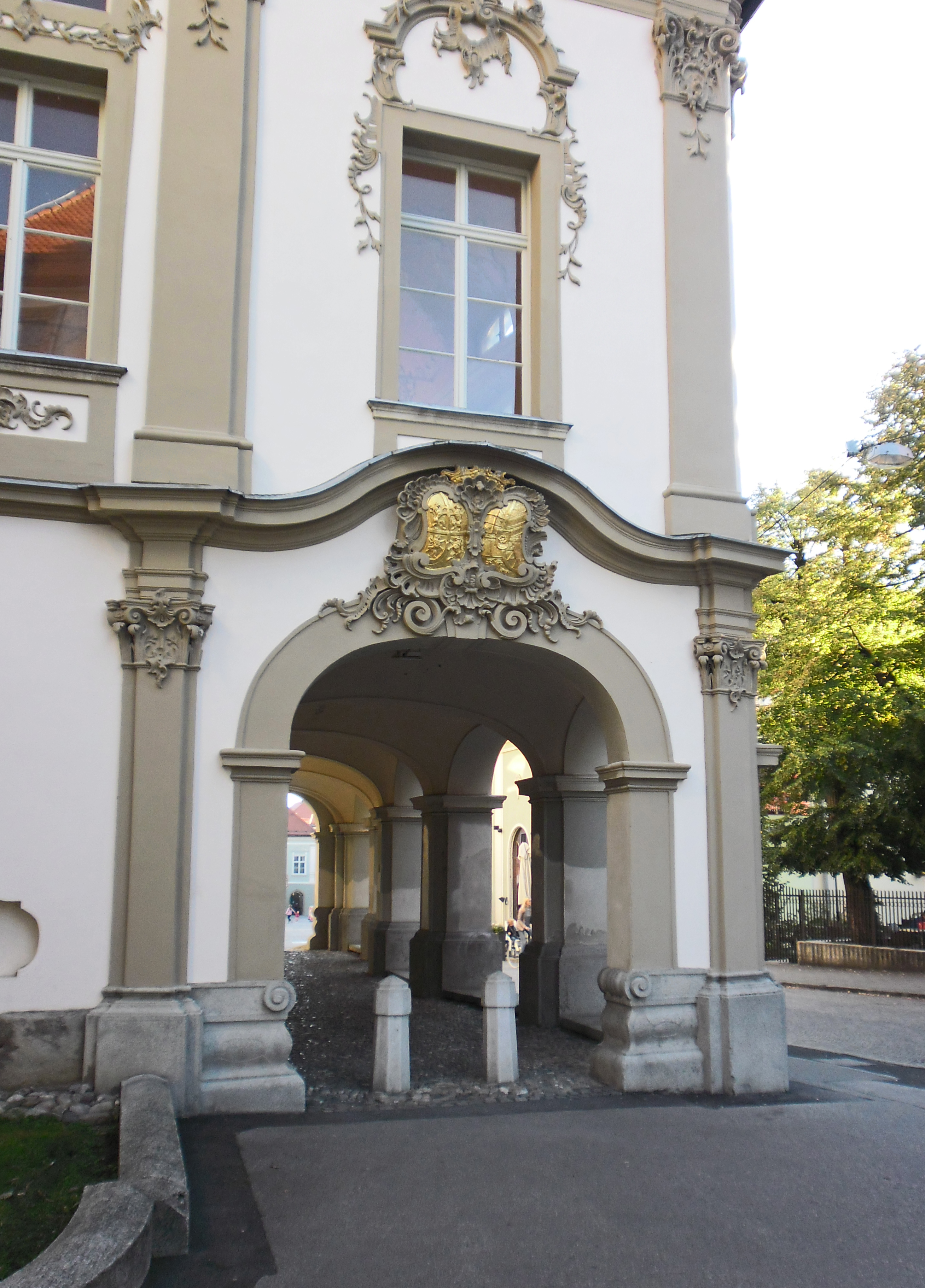
Grajska ulica

Grajska ulica (historisch: Brandisgasse) ist der Name einer Straße im Stadtbezirk Center von Maribor, in Slowenien.

## Geschichte
Die Straße wurde im Jahr 1872 mit dem Namen Brandisgasse angelegt und folgt dem Verlauf des ehemaligen Burghofs zwischen den östlich gelegenen Hauptgebäuden der Marburger Burg (heute Mariborski grad) und den westlich gelegenen Nebenbauten.
Der Name bezog sich auf Graf Ferdinand Brandis, den letzten Besitzer der Marburger Burg aus der Familie Brandis. Ferdinand Brandis hatte 1872 den Burghof und weitere zur Burg gehörenden Grundstücke und Bauten an die Stadt Marburg verkauft, um den Bau der Brandisstraße (heute Grajska ulica und Ulica heroja Tomšiča), eines Platzes nördlich der Burg (heute Trg Generala Maistra) und des Stadtparks zu ermöglichen.

## Lage
Die Straße verläuft an der westlichen Seite der Mariborer Burg, beginnend am nördlichen Ende des Grajski trg. Sie endet an der Kreuzung Gregorčičeva ulica und Trg generala Maistra.

## Bauwerke und Einrichtungen
- Burg Maribor mit dem Regionalmuseum Maribor